# Jorge Ortega (Fußballspieler, 1948)
Jorge Ortega (* 14. Oktober 1948 in Puerto Peñasco, Sonora), auch bekannt unter dem Spitznamen Chiquilín, ist ein ehemaliger mexikanischer Fußballspieler auf der Position eines Innenverteidigers.

## Stationen
„Chiquilín“ Ortega stand von 1969 bis 1972 beim Club León unter Vertrag, mit dem er 1971 den mexikanischen Pokalwettbewerb und den Supercup gewann.
Anschließend spielte Ortega jeweils eine Saison für die Tiburones Rojos Veracruz und Chivas Guadalajara, bevor er zum Abschluss seiner aktiven Laufbahn für die Dauer von vier Jahren bei Atlético Potosino tätig war.

## Erfolge
- Pokalsieger: 1971
- Supercup; 1971